# Kirill Kotšegarov
Kirill Kotšegarov (* 5. September 1986 in Tallinn) ist ein ehemaliger Triathlet aus Estland, mehrfacher Staatsmeister (2012–2015) sowie zweifacher Ironman-Sieger (2015, 2016).

## Werdegang
Kirill Kotšegarov betreibt Triathlon seit 2004.

### Staatsmeister Triathlon Langdistanz 2012
Er konnte im September 2015 in Chattanooga sein erstes Ironman-Rennen (3,86 km Schwimmen, 180,2 km Radfahren und 42,195 km Laufen) gewinnen – in einer der knappsten Entscheidungen der internationalen Rennserie: Er gewann den Zielsprint nur zwei Sekunden vor dem Zweiten und acht Sekunden vor dem Drittplatzierten.
Im Juli 2016 gewann Kirill Kotšegarov den Ironman UK und 2017 wurde der damals 30-Jährige hier Dritter. Sein Spitzname ist Koger.
Seit 2018 tritt Kirill Kotšegarov nicht mehr international in Erscheinung.

## Sportliche Erfolge
| Datum/Jahr    | Rang | Wettbewerb                                           | Austragungsort   | Zeit     | Bemerkung                                                                          |
| ------------- | ---- | ---------------------------------------------------- | ---------------- | -------- | ---------------------------------------------------------------------------------- |
| 10. Apr. 2016 | 15   | Ironman 70.3 Texas                                   | Galveston Island | 03:55:39 |                                                                                    |
| 25. Juli 2015 | 2    | EST Triathlon National Championships                 | Estland          | 01:50:57 | Vize-Staatsmeister auf der Kurzdistanz – hinter Aleksandr Latin                    |
| 20. Juni 2015 | 1    | EST Middle Distance Triathlon National Championships | Estland          | 03:59:01 | Staatsmeister auf der Mitteldistanz                                                |
| 18. Okt. 2014 | 5    | ETU Middle Distance Triathlon European Championships | Peguera          | 04:15:19 | Europameisterschaft auf der Mitteldistanz im Rahmen der Challenge Paguera-Mallorca |
| 7. Juli 2014  | 1    | EST Triathlon National Championships                 | Estland          | 01:56:09 | Staatsmeister auf der Kurzdistanz                                                  |
| 11. Aug. 2013 | 1    | EST Triathlon National Championships                 | Estland          | 01:47:26 | Staatsmeister auf der Kurzdistanz                                                  |
| 10. Okt. 2012 | 2    | EST Triathlon National Championships                 | Estland          | 01:57:14 | Vize-Staatsmeister auf der Kurzdistanz – hinter Marko Albert                       |

| Datum/Jahr    | Rang | Wettbewerb                                         | Austragungsort    | Zeit     | Bemerkung                                               |
| ------------- | ---- | -------------------------------------------------- | ----------------- | -------- | ------------------------------------------------------- |
| 30. Sep. 2018 | 3    | Ironman Chattanooga                                | Chattanooga       | 07:23:06 | verkürzter Kurs ohne das Schwimmern                     |
| 16. Juli 2017 | 3    | Ironman UK                                         | Bolton            | 08:48:16 |                                                         |
| 17. Juli 2016 | 1    | Ironman UK                                         | Bolton            | 08:41:13 |                                                         |
| 27. Sep. 2015 | 1    | Ironman Chattanooga                                | Chattanooga       | 08:08:32 | nur zwei Sekunden vor dem Zweitplatzierten Matt Chrabot |
| 18. Mai 2013  | 3    | Ironman Lanzarote                                  | Puerto del Carmen |          |                                                         |
| 1. Jan. 2012  | 1    | EST Long Distance Triathlon National Championships | Estland           | 04:10:57 | Staatsmeister auf der Langdistanz                       |

(DNF – Did Not Finish; DNS – Did Not Start)